# Dash! Yonkuro
Dash! Yonkuro (яп. ダッシュ!四駆郎 Дассю! Ёнкуро:) — манга, автором которой является Дзаурус Токуда. Она публиковалась ежемесячно в журнале CoroCoro Comic с декабря 1987 года по март 1992 года. По мотивам манги студией Aubeck была создана аниме-адаптация, которая транслировалась по телеканалу TV Tokyo с 3 октября 1989 года по 27 марта 1990 года. Всего было выпущено 25 серий аниме. Сериал также транслировался на территории Италии, Арабских стран и Филиппинах.

## Сюжет
Сюжетная линия концентрируется главным образом на гонках с участием игрушечных машинок Mini 4WD, в которых принимают участие множество персонажей-любителей. Исход гонки зависит от умелого управления машинкой и её совершенствования. Главный герой — Ёнкуро Хиномару, хочет посредством гонок противостоять группе злоумышленников, которые используют улучшенные версии машинок и намереваются разыскать сокровища, спрятанные когда-то нацистами, и использовать их в своих корыстных целях. Главная задача Ёнкуро — не допустить такого поворота событий.

## Список персонажей
Ёнкуро Хиномару (яп. 日ノ丸 四駆郎)
Сэйю: Масако Нодзава
Главный герой истории, капитан команды «Дэш! Воины». Безрассудный и амбициозный мальчик, который намеревается стать лучшим гонщиком Mini 4WD в стране. Также пытается убедить людей, что Mini 4WD тоже являются настоящими машинами, а вовсе не игрушками, как считает большинство. Во время гонок решается на безрассудные поступки, что даёт ему серьёзные преимущества в гонках против опытных оппонентов. Благодаря своим усилиям мальчику удаётся попасть на национальный чемпионат по гонкам. По мере развития сюжета Ёнкуро узнаёт о существовании таинственного клада, спрятанного когда-то немецкими нацистами, материал из которого сможет наделить машинки Mini 4WD безграничными возможностями. Клад намереваются заполучить группа злоумышленников. В конце концов Ёнкуро срывает их план.
Данкуро Тода (яп. 戸田 弾九郎)
Сэйю: Тэссё Гэнда
Второй член команды «Дэш! Воины», тучный и очень добродушный мальчик, который после знакомства с Ёнкуро казался сварливым. Хотя машинка Данкуро не такая быстрая, как у Ёнкуро, она самая мощная и устойчивая. Незадолго до начала национального матча Данкуро из-за чувства соперничества решает покинуть команду «Дэш! Воины» и даже присоединяется к Момотаро — сопернику Ёнкуро, но впоследствии выясняется, что Данкуро вовсе не собирался предавать друзей, а пошёл на такой шаг, чтобы побольше разузнать о своих оппонентах и иметь преимущества в гонках.
Синкуро Минами (яп. 南 進駆郎)
Сэйю: Тосихико Сэки
Третий член команды «Дэш! Воины», родом из богатой семьи и живёт в роскошном коттедже. По своей природе одиночка, но впоследствии дружится с Ёнкуро и решает следовать за ним. Синкуро живёт без отца, который ушёл от матери и оставил на её попечительстве 4 детей. В теории Синкуро должен стать преемником компании отца, однако при условии, если он вступит в повторный брак. Помимо всего старшая сестра Синкуро является также гонщиком Mini 4WD и выступает главным соперником для Синкуро.
Кодзи Дзими (яп. 地味 頁二)
Сэйю: Кёсай Цукуй
Четвёртый член команды «Дэш! Воины», друг детства Синкуро. Одевается ярко и броско, ходит с гитарой. При этом наличие грима прямо влияет на поведение Кодзи: если от обычно одет, то становится скромным и неуверенным, а если грим есть — то сразу становится дерзким и самоуверенным.
Ринко Сумэраги (яп. 皇 輪子)
Сэйю: Рэй Сакума
Младшая сестра Ёнкуро, вольная и мудрая девочка, которая стремится сохранить баланс в команде Ёнкуро, выступая посредником. Талантливо управляет гоночной машинкой и вначале носила 2 хвостика, однако из-за неформального осуждения, что она как женщина принимает участие в гонках, стала стремится выглядеть сильнее.